# سرخيو لوبيث ميرو
سرخيو لوبيث ميرو (بالإسبانية: Sergio López Miró، ولد في 15 أغسطس 1968، برشلونة، إسبانيا) سبّاح إسباني.
حصل على الميدالية البرونزية في دورة الألعاب الأولمبية الصيفية عام 1988 في سيول، كما حاز على الميدالية الفضية في بطولة العالم للسباحة للسباحة بالأحواض القصيرة عام 1993، وعلى الميدالية البرونزية في بطولة أوروبا للسباحة عام 1991.

## إنجازاته

### الألعاب الأولمبية الصيفية
- 1988 سيول  كوريا الجنوبية:  ميدالية برونزية في سباق 200 متر ظهر.

### بطولة العالم للسباحة بالأحواض القصيرة (25 متر)
- 1993 ميورقة  إسبانيا:  ميدالية فضية في سباق 4×100 متر تتابع.

### بطولة أوروبا للسباحة
- 1991 أثينا  اليونان:  ميدالية برونزية في سباق 200 متر ظهر.